# Список випускників Харківського юридичного інституту — Героїв Радянського Союзу
У списку в алфавітному порядку представлені Герої Радянського Союзу, що закінчили Харківський юридичний інститут (з 2013 року — Національний юридичний університет імені Ярослава Мудрого). Список містить інформацію про дату указу про присвоєння звання, рід військ і військове звання Героїв на час присвоєння звання Героя Радянського Союзу, роки життя і рік випуску (якщо відомо). При складанні списку Героїв Радянського Союзу використані дані офіційних видань університету, де наведено перелік Героїв СРСР закінчили ВНЗ. 
Всього п'ятнадцять людей закінчили інститут у званні Героя Радянського Союзу, також льотчик Володимир Бобров був відзначений званням посмертно. Станом на 2009 рік, у ВНЗ розміщувався Зал слави героям Великої Вітчизняної війни, де були вивішені їх портрети.
Існує інформація, що в 1950-х роках, паралельно з навчанням в аспірантурі Харківського державного університету, у Харківському юридичному інституті навчався Герой СРСР Дмитро Андрійович Ушаков, але немає інформації, що він успішно закінчив навчання.
| № п/п | Прізвище Ім'я По-батькові       | Портрет | Період життя    | Період життя | Рід війск      | Дата присвоєння звання ГСС | Воїнське звання (на момент нагородження) | Рік випуску | Після випуску                                    | Посилання     |
| № п/п | Прізвище Ім'я По-батькові       | Портрет | Дата народження | Дата смерті  | Рід війск      | Дата присвоєння звання ГСС | Воїнське звання (на момент нагородження) | Рік випуску | Після випуску                                    | Посилання     |
| ----- | ------------------------------- | ------- | --------------- | ------------ | -------------- | -------------------------- | ---------------------------------------- | ----------- | ------------------------------------------------ | ------------- |
| 1     | Берестовий Василь Степанович    |         | 18.06.1921      | 01.05.1990   | артилерія      | 24.03.1945                 | лейтенант                                | 1950        | робітник органів юстиції                         | [ 5 ] [ 6 ]   |
| 2     | Бобров Володимир Іванович       |         | 11.07.1915      | 28.02.1970   | авіація        | 20.03.1991 (посмертно)     | полковник                                | 1966        | заступник директора інституту «Гіпрокоммунстрой» | [ 7 ] [ 3 ]   |
| 3     | Бровченко Іван Никонович        |         | 25.10.1925      | 17.05.1996   | піхота         | 13.09.1944                 | рядовий                                  | 1950        | адвокат                                          | [ 8 ] [ 9 ]   |
| 4     | Булат Володимир Андрійович      |         | 01.06.1922      | 22.01.2008   | артилерія      | 31.05.1945                 | сержант                                  | 1950        | робітник суду                                    | [ 10 ] [ 11 ] |
| 5     | Волошин Микола Фёдорович        |         | 19.08.1923      | 07.07.1998   | піхота         | 24.03.1945                 | старший сержант                          | 1958        | суддя                                            | [ 12 ] [ 13 ] |
| 6     | Ігнатенко Ілля Єфремович        |         | 02.08.1920      | 16.11.1983   | артилерія      | 22.07.1944                 | капітан                                  |             | робітник прокуратури                             | [ 14 ] [ 15 ] |
| 7     | Мац Григорій Зельманович        |         | 02.01.1920      | 12.10.1977   | артилерія      | 17.05.1944                 | старший лейтенант                        | 1948        | робітник юридичної консультації                  | [ 16 ] [ 17 ] |
| 8     | Назаров Олександр Максимович    |         | 24.08.1923      | 09.06.2001   | піхота         | 13.09.1944                 | капітан                                  | 1954        | адвокат                                          | [ 18 ] [ 19 ] |
| 9     | Новіков Іван Васильович         |         | 09.02.1921      | 12.09.1959   | танкові війска | 24.03.1945                 | лейтенант                                |             | робітник міліції                                 | [ 20 ] [ 21 ] |
| 10    | Павловський Рафаїл Семенович    |         | 18.09.1924      | 25.12.1989   | артилерія      | 10.04.1945                 | старший лейтенант                        | 1950        | професор Харківського юридичного інституту       | [ 22 ] [ 23 ] |
| 11    | Поярков Володимир Олександрович |         | 01.02.1920      | 10.09.1955   | артилерія      | 09.10.1943                 | капітан                                  | 1951        | робітник суду                                    | [ 24 ] [ 25 ] |
| 12    | Свєчкарьов Олександр Іванович   |         | 12.10.1924      | 13.09.2001   | піхота         | 19.03.1944                 | старший сержант                          | 1950        | професор Харківського юридичного інституту       | [ 26 ] [ 27 ] |
| 13    | Усенко Іван Архипович           |         | 25.09.1925      | 23.02.1997   | піхота         | 24.03.1945                 | сержант                                  | 1960        | слідчий прокуратури, юрист-консультант           | [ 28 ] [ 29 ] |
| 14    | Цупренков Степан Григорович     |         | 14.11.1922      | 24.04.1991   | танкові війска | 15.05.1946                 | молодший лейтенант                       | 1953        | прокурор                                         | [ 30 ] [ 31 ] |
| 15    | Чинков Анатолій Фёдорович       |         | 19.10.1921      | 16.02.2006   | піхота         | 22.07.1944                 | капітан                                  | 1958        | слідчий прокуратури                              | [ 32 ] [ 33 ] |
| 16    | Шелепов Петро Омелянович        |         | 14.07.1920      | 03.09.1983   | піхота         | 29.06.1945                 | рядовий                                  | 1959        | викладач сільгосптехнікуму                       | [ 34 ]        |